# Øverste Kirurgiske
Øverste Kirurgiske er et dansk tidsskrift for poesi og lyrik, grundlagt 1997 af Martin Budtz, Tomas Thøfner, Morten Søndergaard og Niels Ivar Larsen, og samtidig navnet på digterkollektivet omkring dette tidsskrift. 
I aktiviteterne indgår også et forlag med navnet Biblioteket Øverste Kirurgiske og frem for alt en oplæsningscene, der er blevet krediteret for at skabe en mindre selvhøjtidelig, men dog original og kvalitetsbevidst tilgang til poesioplæsninger. De holdt i de første år til på Lab, Vesterbrogade. Siden havde Øverste Kirurgiske, i nogle nomadiske år, til huse mange forskellige steder i København. Den sidste hal på Enghavevej og siden Mayhem var fx hjem for oplæsningerne i flere år. Medlemmerne har både udgivet bøger på Biblioteket Øverste Kirurgiske og andre steder. Jens Blendstrup fra digterkollektivet er kendt for sine humoristiske romaner og noveller. Måske mest kendt er hans Gud taler ud, som handler om forholdet til faren.  Thomas Krogsbøl er en væsentlig og egensindig figur i dansk litteratur. Morten Søndergaard blev i 2007 indstillet til Nordisk Råds Litteraturpris. Sternberg er mest kendt for Tidspentalogien, som består af Stenalderdigte, Depressionsdigte, Guldalderdigte, Tidsrejsedigte og De sidste dage-digte. Efter 18 år lukkede Øverste Kirurgiske i 2015 ned for de faste månedlige oplæsninger, men medlemmer af ØK kan dog endnu sporadisk høres optræde under gruppenavnet. Øverste Kirurgiske udkom fra 1997 - 2011 i 52 numre. Man vidste ikke, om tidsskriftet var lukket ned eller blot var gået i dvale , men så udkom i 2019 ud af det blå nr. 53 af Tidsskriftet.